# Hòa Nam, Di Linh
Hòa Nam là một xã thuộc huyện Di Linh, tỉnh Lâm Đồng, Việt Nam.

## Địa lý
Xã Hòa Nam có diện tích 43,90 km², dân số năm 2022 là 9.366 người, mật độ dân số đạt 213 người/km².

## Lịch sử
Ngày 6 tháng 6 năm 1986, Hội đồng Bộ trưởng ban hành Quyết định số 67-HĐBT về việc thành lập xã Hoà Nam trên cơ sở 9.500 hécta đất với 3.720 nhân khẩu của xã Đinh Trang Hòa.
Ngày 21 tháng 1 năm 2020, HĐND tỉnh Lâm Đồng ban hành Nghị quyết số 166/NQ-HĐND về việc:
- Sáp nhập một phần Thôn 9 vào Thôn 1.
- Sáp nhập một phần Thôn 7 vào Thôn 2.
- Sáp nhập phần còn lại của Thôn 7, một phần Thôn 12 vào Thôn 3.
- Sáp nhập một phần Thôn 3 vào Thôn 4.
- Sáp nhập một phần Thôn 6 vào Thôn 5.
- Sáp nhập một phần Thôn 4, một phần Thôn 5 và Thôn 10 vào phần còn lại của Thôn 6.
- Thành lập Thôn 7 trên cơ sở phần còn lại của Thôn 9, Thôn 8 và Thôn 15.
- Thành lập Thôn 8 trên cơ sở phần còn lại của Thôn 12 và Thôn 13.